# Regina Pats
Die Regina Pats sind ein professionelles kanadisches Eishockeyteam aus Regina, Saskatchewan, das in der Juniorenliga Western Hockey League spielt.

## Geschichte
Die Regina Pats wurden 1917 in Regina gegründet, womit sie das älteste Junioreneishockey-Franchise der Welt sind, das immer noch in seiner Gründungsstadt spielt. Zunächst spielte das Team mit dem Beinamen „Patricias“ nach Prinzessin Patricia of Connaught, einer Enkeltochter von Königin Victoria und Tochter des Generalgouverneurs Arthur, Duke of Connaught and Strathearn. Der Vereinsname war ebenfalls eng verknüpft mit der „Princess Patricia's Canadian Light Infantry“, noch heute tragen die Pats das Wappen dieses Infanterieregiments auf den Schultern. 1923 wurde der Teamname schließlich auf „Regina Pats“ verkürzt.
1925 und 1930 gewannen die Pats die kanadische Juniorenmeisterschaft, ebenso wie 1928 unter dem Namen „Regina Monarchs“. Während des Zweiten Weltkriegs ruhte der Spielbetrieb, er wurde jedoch schon 1946 wieder aufgenommen. 1966 waren die Pats Gründungsmitglied der heutigen Western Hockey League, doch schon 1968 kehrte das Franchise in die Saskatchewan Junior Hockey League zurück, deren Meisterschaft es 1969 gewinnen konnte. Schon 1970 nahmen die Pats wieder am Spielbetrieb der WHL teil, ihren Platz in der SJHL nahm das neu gegründete Farmteam Regina Blues ein, welches bis 1982 aktiv war. 1974 gewannen die Regina Pats mit dem Memorial Cup ihre vierte Juniorenmeisterschaft, drei Jahre später zog das Team vom Regina Exhibition Stadium in den neugebauten, 7.000 Zuschauer fassenden Agridome, das heutige Brandt Centre, um. In dieser Arena trugen die Regina Pats den Memorial Cup 2001 aus.

## Logos

Logo von 1970 bis 2009
Aktuelles Logo seit 2009

## Spielzeiten
| Saison  | GP | W  | L  | T  | OTL | SOL | GF  | GA  | P   | Platzierung      | Playoffs                 |
| 1966/67 | 56 | 31 | 18 | 7  | –   | –   | 324 | 230 | 69  | 3. Liga          | Finale                   |
| 1967/68 | 60 | 29 | 23 | 8  | –   | –   | 246 | 237 | 64  | 5. Liga          | Viertelfinale            |
| 1968/69 | 42 | 32 | 9  | 1  | –   | –   | 262 | 129 | 65  | 1. SJHL          | Meister SJHL             |
| 1969/70 | 35 | 21 | 13 | 1  | –   | –   | 175 | 126 | 43  | 2. SJHL          |                          |
| 1970/71 | 66 | 28 | 36 | 2  | –   | –   | 202 | 246 | 58  | 4. East Division | Viertelfinale            |
| 1971/72 | 68 | 43 | 23 | 2  | –   | –   | 287 | 225 | 88  | 1. East Division | Finale                   |
| 1972/73 | 68 | 30 | 28 | 10 | –   | –   | 294 | 270 | 70  | 3. East Division | Viertelfinale            |
| 1973/74 | 68 | 43 | 14 | 11 | –   | –   | 377 | 225 | 97  | 1. East Division | Memorial Cup             |
| 1974/75 | 70 | 29 | 36 | 5  | –   | –   | 260 | 288 | 63  | 3. East Division | Halbfinale               |
| 1975/76 | 72 | 22 | 42 | 8  | –   | –   | 278 | 347 | 52  | 5. East Division | Qualifikation            |
| 1976/77 | 72 | 8  | 53 | 11 | –   | –   | 218 | 464 | 27  | 4. East Division | nicht qualifiziert       |
| 1977/78 | 72 | 29 | 38 | 5  | –   | –   | 363 | 405 | 63  | 3. East Division | Divisions-Finale         |
| 1978/79 | 72 | 18 | 47 | 7  | –   | –   | 297 | 481 | 43  | 4. East Division | nicht qualifiziert       |
| 1979/80 | 72 | 47 | 24 | 1  | –   | –   | 429 | 311 | 95  | 1. East Division | Meister WHL              |
| 1980/81 | 72 | 49 | 21 | 2  | –   | –   | 423 | 315 | 100 | 1. East Division | Divisions-Finale         |
| 1981/82 | 72 | 48 | 24 | 0  | –   | –   | 465 | 368 | 96  | 2. East Division | WHL-Finale               |
| 1982/83 | 72 | 48 | 24 | 0  | –   | –   | 397 | 281 | 96  | 2. East Division | Divisions-Halbfinale     |
| 1983/84 | 72 | 48 | 23 | 1  | –   | –   | 426 | 284 | 97  | 1. East Division | WHL-Finale               |
| 1984/85 | 72 | 43 | 28 | 1  | –   | –   | 387 | 298 | 87  | 3. East Division | Divisions-Halbfinale     |
| 1985/86 | 72 | 45 | 26 | 1  | –   | –   | 384 | 295 | 91  | 3. East Division | Qualifikation            |
| 1986/87 | 72 | 31 | 37 | 4  | –   | –   | 332 | 356 | 66  | 5. East Division | Divisions-Viertelfinale  |
| 1987/88 | 72 | 39 | 29 | 4  | –   | –   | 342 | 286 | 82  | 5. East Division | Divisions-Viertelfinale  |
| 1988/89 | 72 | 23 | 43 | 6  | –   | –   | 306 | 358 | 52  | 8. East Division | nicht qualifiziert       |
| 1989/90 | 72 | 34 | 31 | 7  | –   | –   | 332 | 329 | 75  | 3. East Division | Divisions-Halbfinale     |
| 1990/91 | 72 | 37 | 32 | 3  | –   | –   | 346 | 307 | 77  | 5. East Division | Divisions-Halbfinale     |
| 1991/92 | 72 | 31 | 36 | 5  | –   | –   | 300 | 298 | 67  | 7. East Division | nicht qualifiziert       |
| 1992/93 | 72 | 35 | 36 | 1  | –   | –   | 322 | 313 | 71  | 4. East Division | Divisions-Finale         |
| 1993/94 | 72 | 34 | 36 | 2  | –   | –   | 308 | 341 | 70  | 7. East Division | Divisions-Viertelfinale  |
| 1994/95 | 72 | 26 | 43 | 3  | –   | –   | 269 | 306 | 55  | 7. East Division | Divisions-Viertelfinale  |
| 1995/96 | 72 | 37 | 33 | 2  | –   | –   | 316 | 284 | 76  | 3. East Division | Conference Halbfinale    |
| 1996/97 | 72 | 42 | 27 | 3  | –   | –   | 326 | 259 | 87  | 3. East Division | Conference Viertelfinale |
| 1997/98 | 72 | 46 | 21 | 5  | –   | –   | 334 | 250 | 97  | 1. East Division | Conference Halbfinale    |
| 1998/99 | 72 | 24 | 43 | 5  | –   | –   | 238 | 312 | 53  | 5. East Division | nicht qualifiziert       |
| 1999/00 | 72 | 32 | 34 | 6  | 5   | –   | 234 | 255 | 75  | 3. East Division | Conference Viertelfinale |
| 2000/01 | 72 | 40 | 27 | 3  | 2   | –   | 285 | 242 | 85  | 2. East Division | Conference Viertelfinale |
| 2001/02 | 72 | 40 | 20 | 4  | 8   | –   | 252 | 192 | 92  | 2. East Division | Conference Viertelfinale |
| 2002/03 | 72 | 25 | 28 | 14 | 5   | –   | 171 | 217 | 69  | 4. East Division | Conference Viertelfinale |
| 2003/04 | 72 | 28 | 32 | 9  | 3   | –   | 230 | 224 | 68  | 3. East Division | Conference Halbfinale    |
| 2004/05 | 72 | 12 | 50 | 4  | 6   | –   | 154 | 285 | 34  | 5. East Division | nicht qualifiziert       |
| 2005/06 | 72 | 40 | 27 | –  | 1   | 4   | 236 | 234 | 85  | 3. East Division | Conference Viertelfinale |
| 2006/07 | 72 | 36 | 28 | –  | 2   | 6   | 234 | 220 | 80  | 2. East Division | Conference Halbfinale    |
| 2007/08 | 72 | 44 | 22 | –  | 4   | 2   | 217 | 206 | 94  | 1. East Division | Conference Viertelfinale |
| 2008/09 | 72 | 27 | 39 | –  | 1   | 5   | 228 | 265 | 60  | 5. East Division | nicht qualifiziert       |
| 2009/10 | 72 | 30 | 35 | –  | 3   | 4   | 246 | 278 | 67  | 6. East Division | nicht qualifiziert       |
| 2010/11 | 72 | 23 | 39 | –  | 7   | 3   | 216 | 312 | 56  | 5. East Division | nicht qualifiziert       |
| 2011/12 | 72 | 37 | 27 | –  | 6   | 2   | 230 | 214 | 82  | 4. East Division | Conference Viertelfinale |
| 2012/13 | 72 | 25 | 38 | –  | 4   | 5   | 193 | 269 | 59  | 5. East Division | nicht qualifiziert       |
| 2013/14 | 72 | 39 | 26 | –  | 4   | 3   | 257 | 247 | 85  | 1. East Division | Conference Viertelfinale |

 GP = Spiele, W = Siege, L = Niederlagen, T = Unentschieden, OTL = Overtime-Niederlagen, SOL = Shutout-Niederlagen, P= Punkte, GF = Tore, GA = Gegentore

## Bekannte ehemalige Spieler

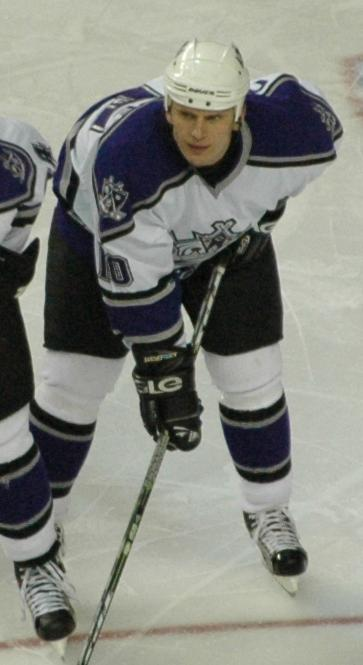
Nathan Dempsey

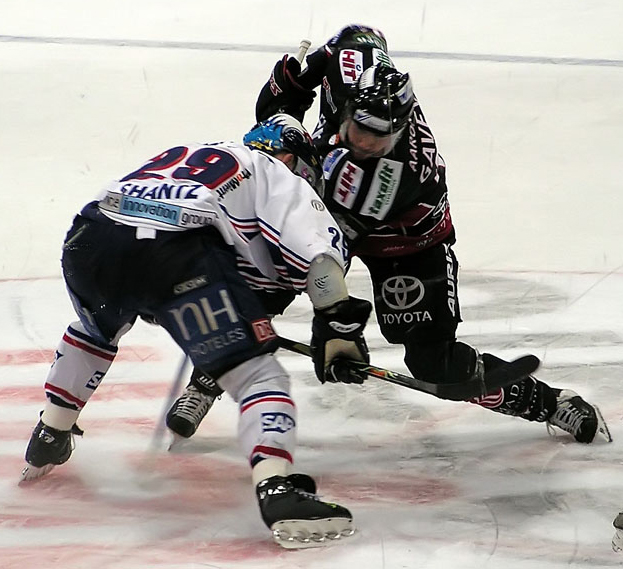
Jeff Shantz

Verschiedene Spieler, die ihre Juniorenzeit bei den Pats verbrachten, machten später auch in der National Hockey League Karriere. Zu ihnen gehören:
- Norm Beaudin
- Red Berenson
- Garth Butcher
- Lyndon Byers
- Kyle Calder
- Drew Callander
- Jock Callander
- Barry Cummins
- Les Cunningham
- Scott Daniels
- Nathan Dempsey
- Jordan Eberle
- Garnet Exelby
- Todd Fedoruk
- Brent Fedyk
- Cale Fleury
- Dan Focht
- Jeff Friesen
- Clark Gillies
- Butch Goring
- Johnny Gottselig
- Dirk Graham
- Stu Grimson
- Kevin Haller
- Josh Harding
- Jamie Heward
- Ernie Hicke
- Josh Holden
- Terry Hollinger
- Barret Jackman
- Mark Janssens
- Greg Joly
- Boyd Kane
- Brad Lauer
- Gary Leeman
- Ed Litzenberger
- Reed Low
- Brett Lysak
- Martin Marinčin
- John Miner
- Derek Morris
- Selmar Odelein
- Colton Orr
- Greg Pankewicz
- Garry Peters
- Ronald Petrovický
- Rich Preston
- Glenn Resch
- Wally Schreiber
- Jeff Shantz
- Mike Sillinger
- Trevor Sim
- Jason Smith
- Dennis Sobchuk
- Sam Steel
- Chandler Stephenson
- Todd Strueby
- Brad Stuart
- Colten Teubert
- Esa Tikkanen
- Darren Veitch
- Austin Wagner
- Jordan Weal
- Doug Wickenheiser
- David Wilkie
- Eddie Wiseman

### Gesperrte Rückennummern
Folgende Spieler haben sich um den Verein verdient gemacht, sodass ihre Rückennummern zu ihren Ehren nicht mehr vergeben werden:
- 1 – Ed Staniowski
- 8 – Brad Hornung
- 9 – Clark Gillies
- 12 – Doug Wickenheiser
- 14 – Dennis Sobchuk
- 16 – Dale Derkatch
- 17 – Bill Hicke

### Erstrunden-Wahlrechte

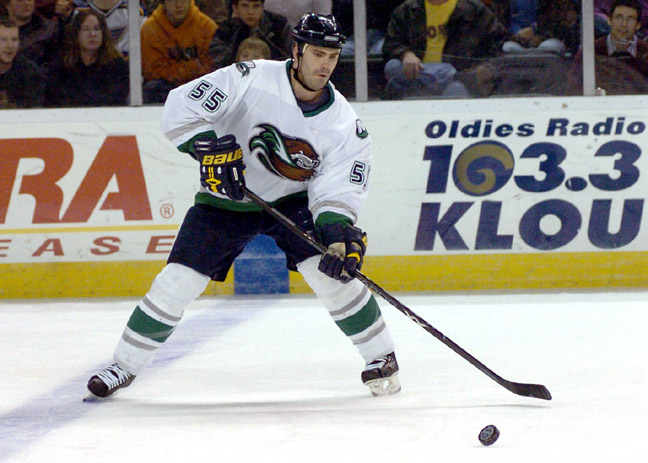
Der 17. Draft-Pick 1999: Barret Jackman

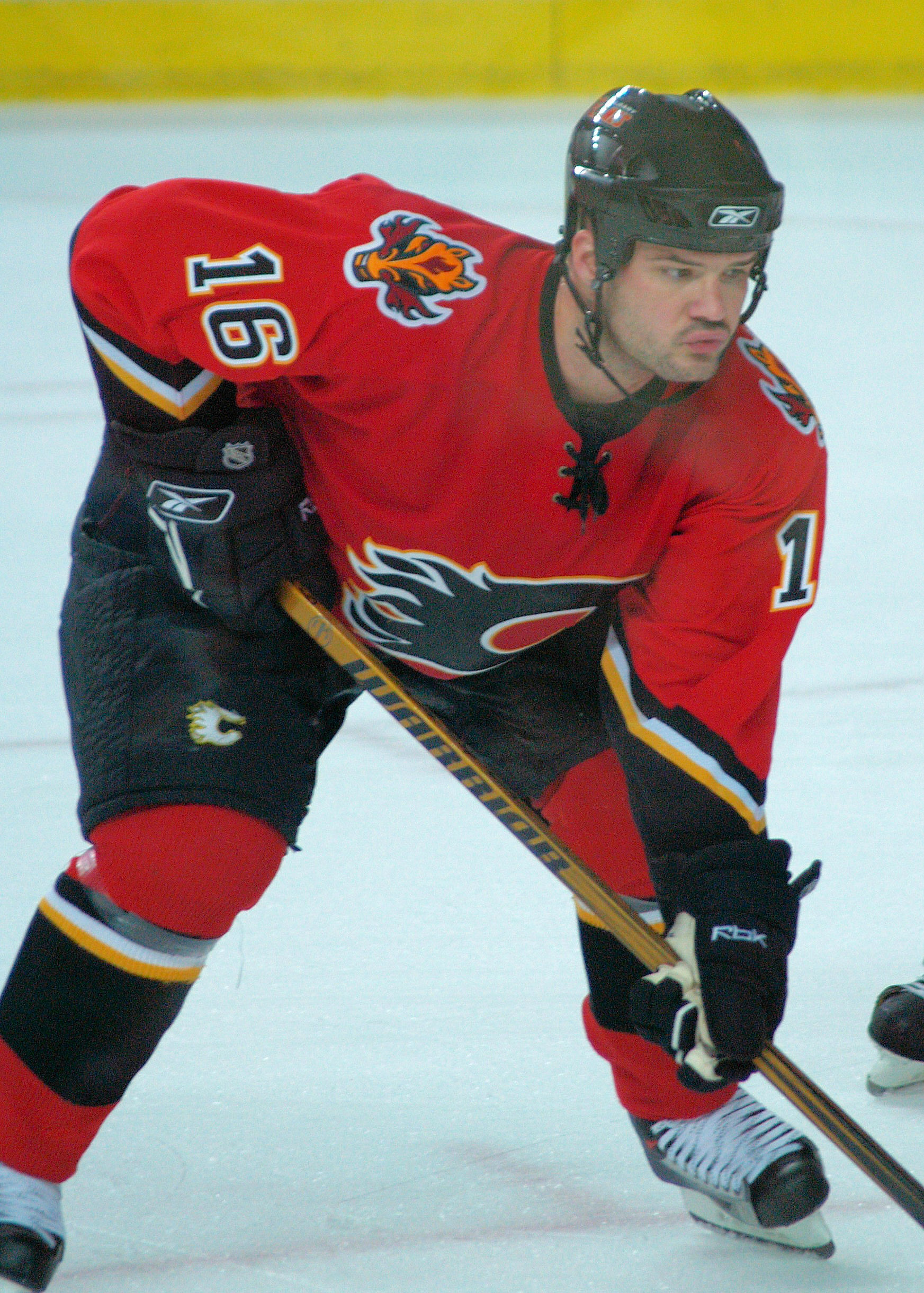
1994 von den San Jose Sharks ausgewählt: Jeff Friesen

Folgende ehemalige Spieler der Pats wurden in der ersten Runde eines NHL Entry Drafts ausgewählt (gedraftet):
- 2023: Connor Bedard – als 1. von den Chicago Blackhawks
- 2013: Morgan Klimchuk – als 28. von den Calgary Flames
- 2008: Colten Teubert – als 13. von den Los Angeles Kings
- 2008: Jordan Eberle: als 22. von den Edmonton Oilers
- 2007: Nick Ross – als 30. von den Phoenix Coyotes
- 1999: Barret Jackman – als 17. von den St. Louis Blues
- 1998: Brad Stuart – als Dritter von den San Jose Sharks
- 1996: Josh Holden – als Zwölfter von den Vancouver Canucks
- 1996: Derek Morris: als 13. von den Calgary Flames
- 1994: Jeff Friesen – als Elfter von den San Jose Sharks
- 1992: Jason Smith – als 18. von den New Jersey Devils
- 1989: Mike Sillinger – als Elfter von den Detroit Red Wings
- 1989: Kevin Haller – als 14th overall by the Buffalo Sabres
- 1989: Jamie Heward – als 16th overall by the Pittsburgh Penguins
- 1985: Brent Fedyk – als Achter von den Detroit Red Wings
- 1984: Selmar Odelein – als 21. von den Edmonton Oilers
- 1983: Nevin Markwart – als 21. von den Boston Bruins
- 1981: Garth Butcher – als Zehnter von den Vancouver Canucks
- 1980: Doug Wickenheiser – als Erster von den Montréal Canadiens
- 1980: Darren Veitch – als Fünfter von den Washington Capitals
- 1980: Mike Blaisdell – als Elfter von den Detroit Red Wings
- 1974: Greg Joly – als Erster von den Washington Capitals
- 1974: Clark Gillies – als Vierter von den New York Islanders
- 1971: Larry Wright – als Achter von den Philadelphia Flyers
- 1968: Ron Snell – als 14. von den Pittsburgh Penguins

## Teamrekorde
| Reguläre Saison    |       |         |
| Statistik          | Total | Saison  |
| Punkte             | 100   | 1980/81 |
| Siege              | 49    | 1980/81 |
| Meiste Tore        | 465   | 1981/82 |
| Wenigste Tore      | 154   | 2004/05 |
| Wenigste Gegentore | 192   | 2001/02 |
| Meiste Gegentore   | 481   | 1978/79 |

| Individuelle Rekorde                        |                               |       |         |
| Statistik                                   | Spieler                       | Total | Saison  |
| Tore                                        | Doug Wickenheiser             | 89    | 1979/80 |
| Assists                                     | Jock Callander Dave Michayluk | 111   | 1981/82 |
| Punkte                                      | Jock Callander                | 190   | 1981/82 |
| Punkte Rookie                               | Dale Derkatch                 | 142   | 1981/82 |
| Punkte Verteidiger                          | Darren Veitch                 | 122   | 1979/80 |
| Strafzeiten                                 | Al Tuer                       | 486   | 1981/82 |
| Gegentorschnitt*                            | Josh Harding                  | 2.39  | 2001/02 |
| * Torhüter mit mindestens 1500 Spielminuten |                               |       |         |